# Karel Tvaroh
Karel Tvaroh (* 15. ledna 1999, Praha) je bývalý fotbalový obránce, v současnosti fotbalový novinář a komentátor.

## Klubová kariéra
Tvaroh je odchovancem pražské Sparty. Po maturitě odešel studovat do Anglie, prošel stážemi v Derby County FC, následně jako první v historii University of Derby obdržel speciální fotbalové stipendium, které mu umožnilo nastupovat za Mickleover Sports FC v 7. anglické lize. Během podzimu 2020 v Mickleoveru skončil, a vrátil se do Sparty. Za sparťanskou rezervu ve třetí lize poprvé nastoupil 20. září 2020 na hřišti Slavie Karlovy Vary. Střelecky se prosadil jedinkrát, ve 26. minutě utkání osmého kola proti Sokolu Hostouň. Jeho kariéru často sužovala zranění. Po sezóně 2021/2022 se rozhodl profesionálního fotbalu nechat a živit se sportovní žurnalistikou.

## Další povolání a vzdělání
Po maturitě odešel Tvaroh studovat sportovní management na University of Derby v Anglii. V roce 2021 zde obdržel titul B.A.
Ještě jako aktivní hráč se začal věnovat také fotbalové novinařině. Spolupracoval s Jiřím Hoškem na jeho podcastu Angličan, zaměřeném na Premier League, na kterou byl expertem. Na něj navázal účastí v podcastu Nosiči vody, který moderuje v trojici s Jaromírem Bosákem a Luďkem Mádlem.